# Vulcain (groupe)
Pour les articles homonymes, voir Vulcain.
Vulcain est un groupe de heavy metal français, originaire de Paris. Vulcain est formé en 1981. En 1984, le groupe sort son premier album studio, Rock 'n' Roll Secours. En 1998, le groupe publie son dernier album Stoppe la machine, avant de se séparer officiellement la même année. Il se reforme en 2009. Vulcain annonce en 2021 arrêter toute activité musicale à la suite d'ennuis de santé du chanteur et guitariste Daniel Puzio.

## Biographie
Vulcain est formé en 1981 par les frères Puzio, Daniel (guitare et chant) et Vincent (basse), anciens membres du groupe Hard Fight. Le groupe est ensuite rejoint par Didier Lohezic (guitare) et Franck Vilatte (batterie). Ensemble, ils enregistrent et publient une démo en 1982, Demo 1982, au label Private Records. En 1984, après avoir gagné un concours, le groupe peut enregistrer sa seconde demo au label Media 7. Le groupe signe chez Ebony Records en 1984, et se retrouve sur la compilation du label avec son titre homonyme. En 1984, le groupe peut enfin sortir son premier album studio, Rock 'n' Roll Secours. Tout de suite, Vulcain est comparé à Motörhead, et est même appelé le « Motörhead français ».
En 1985, Franck Vilatte quitte le groupe, et est remplacé par Marc Varez. Le groupe sort l'EP La Dame de Fer et l’album Desperados sur le label Riff Records, créé pour l’occasion par leur producteur Elie Benalie. Vulcain acquiert progressivement une certaine notoriété. En 1988, un nouveau changement de line-up s’opère avec Franck Pilant qui remplace Didier Lohezic. Vulcain se remet au travail et prépare en 1989, l’album Transition. Cependant cet album est très différent des précédents et surprend beaucoup son public.  Après la sortie de cet album, Franck Pilant quitte le groupe. En 1992, Marcos Arrieta rejoint le groupe au poste de second guitariste. L’album Big Bang sort la même année et confirme le changement musical entamé avec Transition. En 1994, Arrieta quitte le groupe et Vulcain, désormais sous forme de trio, enregistre un nouvel album. Pendant plusieurs années, le groupe ne donne plus de nouvelle. En 1998, il publie son dernier album Stoppe la machine, avant de se séparer officiellement la même année.
Fin 2009, sur leur page Myspace, un communiqué annonce la reformation de Vulcain, sous forme de trio (car Lohezic souffre de problèmes aux doigts qui l'empêchent de jouer). Lors de l'année 2010, le groupe effectue son retour sur scène et joue notamment au Hellfest, ainsi qu'en première partie de Motörhead, sur quelques dates de la tournée 2010. Enregistré en public lors de cette tournée, l'album En revenant sort en 2011.
Le 22 avril 2013 sort leur nouvel album, V8. Pour fêter les 30 ans de Rock'n'Roll Secours, sorti en 1984, Vulcain réenregistre cet album avec la formation actuelle. Il sort sous forme d'un coffret deux CD (la version 1984 et la nouvelle) fin septembre 2014. Vulcain forme également son propre label indépendant, Desperado.
Le 10 juin 2021, Vulcain annonce la fin du groupe par un communiqué officiel sur son compte facebook, la santé de leur chanteur ne lui permet plus d’assumer des concerts.

## Style musical
Le groupe est influencé par Ten Years After, MC5, Grand Funk Railroad, AC/DC et Motörhead. Leur ressemblance avec Motörhead a souvent été critiquée,,,,. Néanmoins, The Beast du fanzine Slayer salue le chant dans leur premier album et le conseille aux fans de Lemmy Kilmister pour qui le français ne serait pas un repoussoir.

## Membres

### Membres actuels
- Vincent Puzio - basse (1981-2000, 2009-2021)[2]
- Daniel Puzio - guitare, chant (1981-2000, 2009-2021)[2]
- Marc Varez - batterie (1985-2000, 2009-2021)[2]

### Anciens membres
- Marcos Arrieta - guitare (1992-1994) [2]
- Frank Pilant - guitare (1988-1990)[2]
- Didier Lohezic - guitare (1981-1987 ; décédé)[2]
- Franck Vilatte - batterie (1981-1985 ; décédé)[2]

## Discographie

### EP
- 1985 : La Dame de Fer (EP)

### Albums Live
- 1987 : Live Force
- 1996 : Atomic Live
- 2011 : En revenant (album live)

### Compilations
- 1997 : Compilaction
- 2014 : Rock 'n' Roll Secours 2014